# Elbow Lake, Alberta
Elbow Lake är en sjö i Kanada.   Den ligger i provinsen Alberta, i den södra delen av landet, 2 900 km väster om huvudstaden Ottawa. Elbow Lake ligger 2 090 meter över havet. Arean är 0,50 kvadratkilometer.
Trakten runt Elbow Lake består i huvudsak av gräsmarker. Trakten runt Elbow Lake är nära nog obefolkad, med mindre än två invånare per kvadratkilometer.